# Klínový řemen

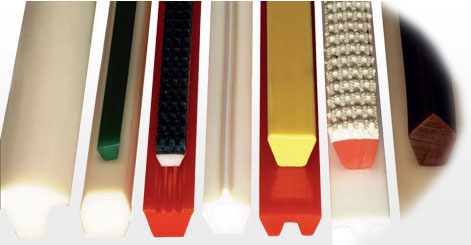
Různé profily klínových řemenů

Klínový řemen je druh řemenu, který má na průřezu tvar klínu. Slouží k převodům hnacích sil. Klínové řemeny byly a jsou strojní součásti. Řemeny jsou normovány v metrické i palcové soustavě. Vyrábí se s různými průřezy např. klasický, úzký, variátorový, mohou být například vícenásobné, nebo sadové pro několikanásobné řemenice. Na výrobu řemene se většinově používá pryž a polymery. Řemeny nejsou jednolité, ale obsahují nosné jádro, často jsou to kevlarové provazce, výplň může být technická pryž nebo nějaký polymer, a vnější obalovou část, která má za úkol řemen chránit proti vnějším vlivům. Dle konstrukce je lze dělit na obalované a řezané. U klínových řemenu se používá různý vrcholový úhel řemene 60°, 40°, 36°. Zuby na klínovém řemeni nepřenáší kroutící moment, ale prodlužují životnost řemene. Klínový řemen přenáší kroutící moment z hnací řemenice na hnanou, jestliže se řemen začne dotýkat řemenice svým vnitřním průměrem, dochází ke ztrátě přenášeného momentu a k prokluzu, zahřívání součástí převodu a jejich degradaci. Přenos momentu je realizován třením šikmých ploch řemene o řemenici. 
Původní myšlenka byla využít vlastnosti svěrného kužele a s menším napnutím řemene dosáhnout větší třecí síly než u plochých řemenů. Tím, že se zvětšil profil řemene, tak se zvýšila jeho setrvačnost. Proto maximální pracovní otáčky klínových řemenů jsou nižší než řemenů plochých a jsou závislé na jeho průřezu.
Fyzikální převodový poměr je dán poměrem výpočtového průměru hnací řemenice k výpočtovému průměru hnané řemenice a převodový poměr klínovým řemenem je konstantní. Ve strojnictví je převodový poměr definován opačně než ve fyzice a strojnictví tedy pracuje s převrácenou hodnotou fyzikálního převodového poměru.
Převod klínovým řemenem tlumí rázy a snižuje hlučnost soustavy, tím zvyšuje životnost hnací a hnané části.
Životnost řemenů je závislá na dodržování rozsahu otáček, pro které jsou určeny, velikostí momentů a rázů, které mají přenášet, prostředí v kterém pracují (prašnost, chemické namáhaní řemene), rovnoběžnosti os řemenic (radiální a axiální přesnosti usazení), drsnosti funkčních ploch, teploty při které pracují. A také na dodržení napínací síly. Příliš velká síla poškozuje strukturu řemene přílišným namáháním v tahu a překračováním maximálních povolených tlakových napětí materiálu. Velkou napínací silou také trpí ložiska hřídelí obou řemenic. Malá napínací síla způsobuje prokluz, následné zvýšení teploty a mechanické poškozovaní funkčních ploch třením.
Řemen může být součástí motoru motor, která spojuje hnací hřídel hřídel s hřídelem hnaným. Řemen bývá vyráběn z odolné gumy s tkaninovým jádrem, které zvyšuje pevnost v tahu. Tím umožňuje přenést větší kroutící moment (výkon). Řemen může být odolný vůči teplotám, olejům, rázovému zatížení apod.
Existují řemeny i jiné než klínové (ploché, zubové. s (kruhovým, čtvercovým …) průřezem).